# Perclorato

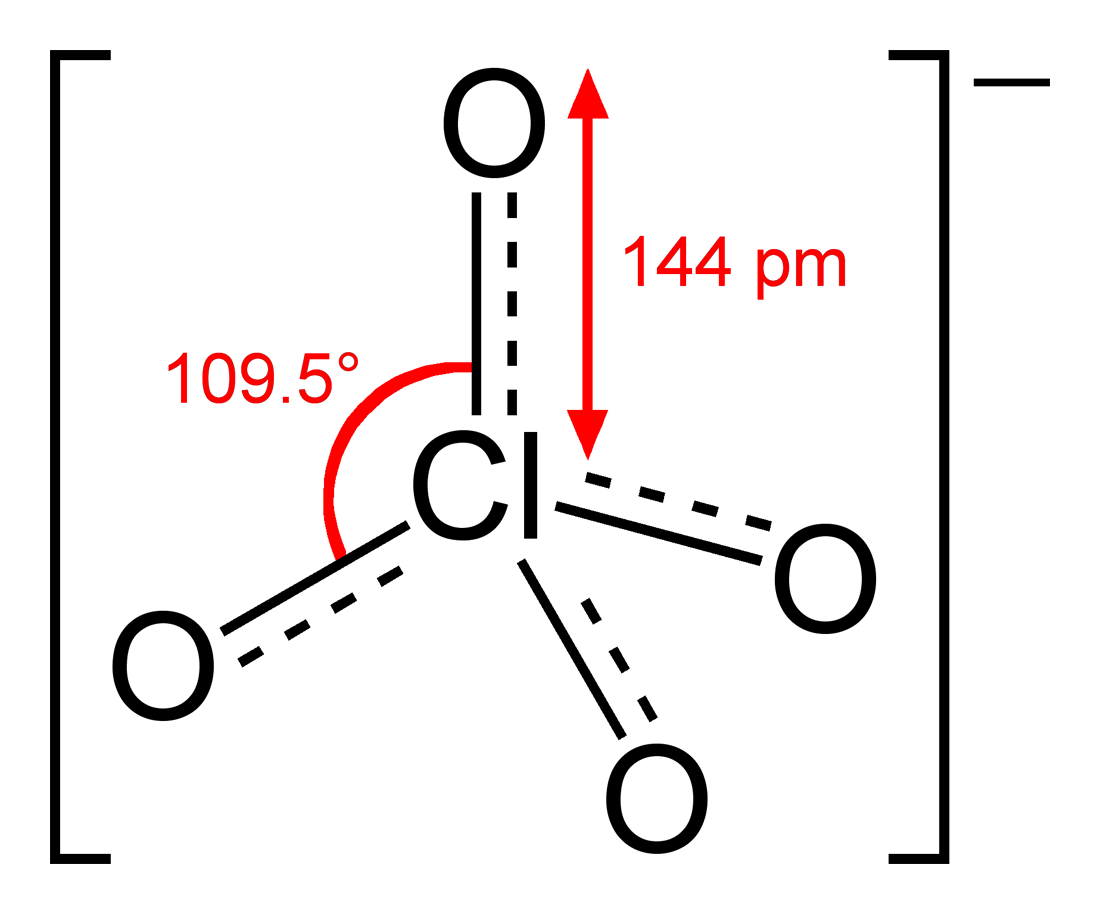

Los percloratos son las sales o los ésteres del ácido perclórico HClO4. 
Contienen el cloro en estado de oxidación +VII en un entorno tetraédrico de cuatro átomos de oxígeno. La carga negativa es estabilizada por efectos mesoméricos a través de todo el ion.
La relativa estabilidad del perclorato a pesar del elevado estado de oxidación del átomo central se atribuye a la elevada simetría que presenta el ion. 

## Aplicaciones
Los percloratos se utilizan en formulaciones en pirotecnia, en la elaboración de explosivos y combustibles de cohetes. Además se emplean como herbicidas.
En química inorgánica se utilizan como contraión no coordinante. Debido a la explosividad de algunas de las sales obtenidas se intenta restringir este uso sustituyéndolo por tetrafenilborato, hexaflurofosfato, etc.
En farmacología clínica, el perclorato potásico se utiliza como antitiroideo.

## Síntesis
Los percloratos se obtienen por oxidación anódica de los cloratos con altas densidades de corriente eléctrica en electrodos de platino. El perclorato potásico es relativamente poco soluble y precipita del medio de reacción.

## Percloratos Covalentes
En química orgánica también se conocen percloratos covalentes que no son las sales del ácido perclórico sino sus ésteres.